# Носатка европейская
Носатка европейская (англ. Dictyophara europaea) — вид равнокрылых насекомых из семейства носаток.

## Описание
Длина тела от 9 до 13 мм. Окраска тела светло-зелёного цвета. Голова имеет коническую форму. Личинки (нимфы) похожи на взрослых насекомых окраской, строением и формой головы.

## Образ жизни
Полифаг. Самка откладывает по одному яйцу в землю. Имаго появляются в Центральной Европе с середины июля до середины октября. Насекомые способны прыгать до 1 метра в высоту и 1 метра в длину, при этом их скорость достигает 4 метров в секунду. Внутривидовое общение происходит посредством вибрирующих сигналов.

## Распространение
Вид распространён в Средиземноморье, в Северной Африке и Южной Европе, на юге Центральной Европы, на восток до Турции, Ирана, юга России и Центральной Азии до севера Китая.